# هاکوب زاوریف
هاکوب زاوریف (ارمنی: Հակոբ Զավրիև؛ ۱۸۶۶ - ۱۹۲۰) سیاست‌مدار، و دیپلمات اهل ارمنستان که سفیر اولین جمهوری ارمنستان در روسیه خدمت نمود.